# Siły Zbrojne Azerbejdżanu
Siły Zbrojne Azerbejdżanu (azer. Azərbaycan Silahlı Qüvvələri) – siły i środki wydzielone przez Republikę Azerbejdżanu, utworzone na mocy ustawy z 9 października 1991. Składają się z sił lądowych, powietrznych oraz marynarki wojennej.
Od 2 listopada 1993 do 28 stycznia 2021 szefem sztabu generalnego azerbejdżańskich sił zbrojnych był nieprzerwanie generał pułkownik Nəcməddin Sadıkov, którego następcą jest gen. Kərim Vəliyev. W 2017 serwis Global Firepower umieścił Azerbejdżan na 59. miejscu listy państw pod względem siły militarnej. 

## Współpraca międzynarodowa

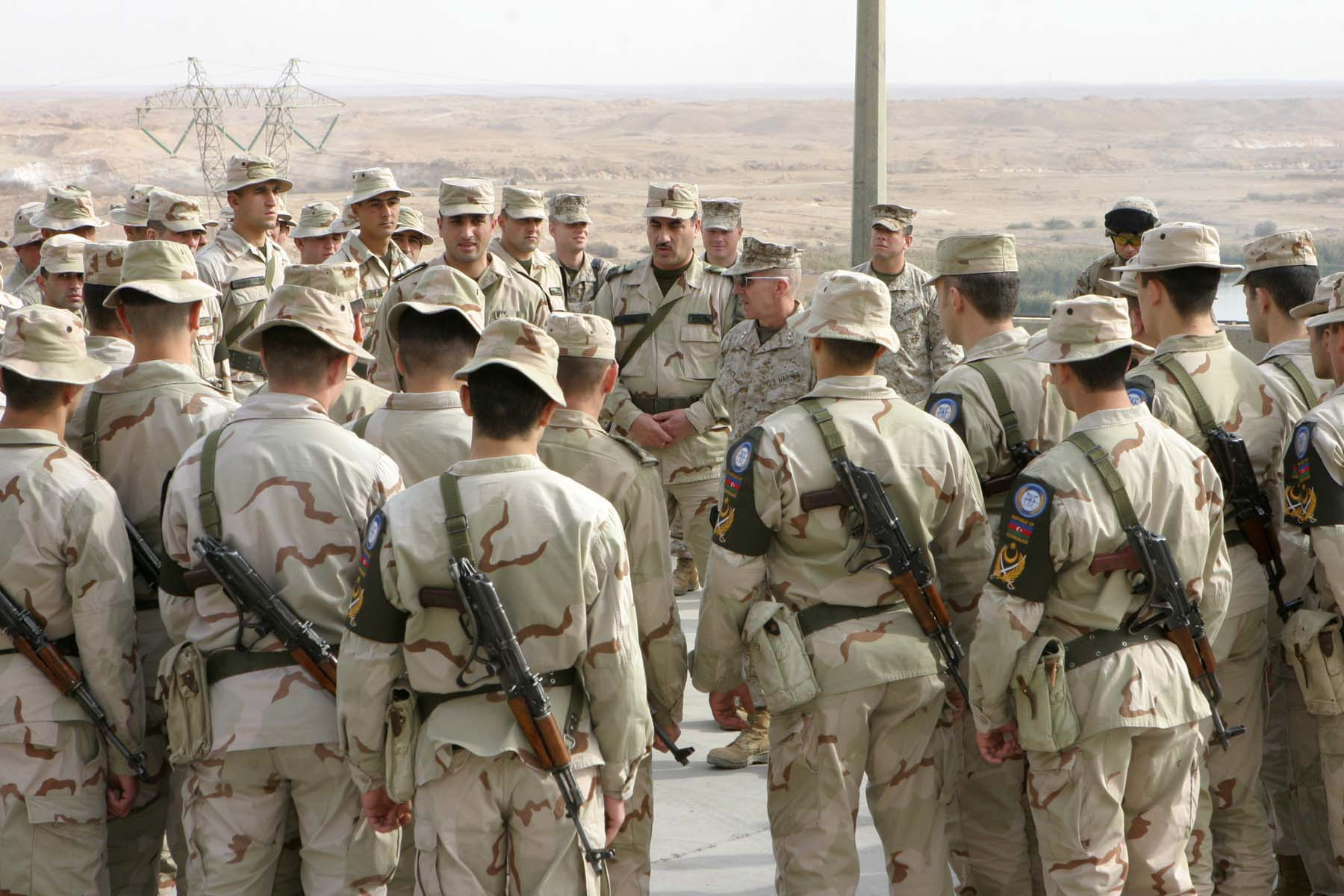
Żołnierze z azerbejdżańskiego kontyngentu wojskowego w Iraku w 2006 (ogółem Azerbejdżan wysłał do tego kraju 150 wojskowych)

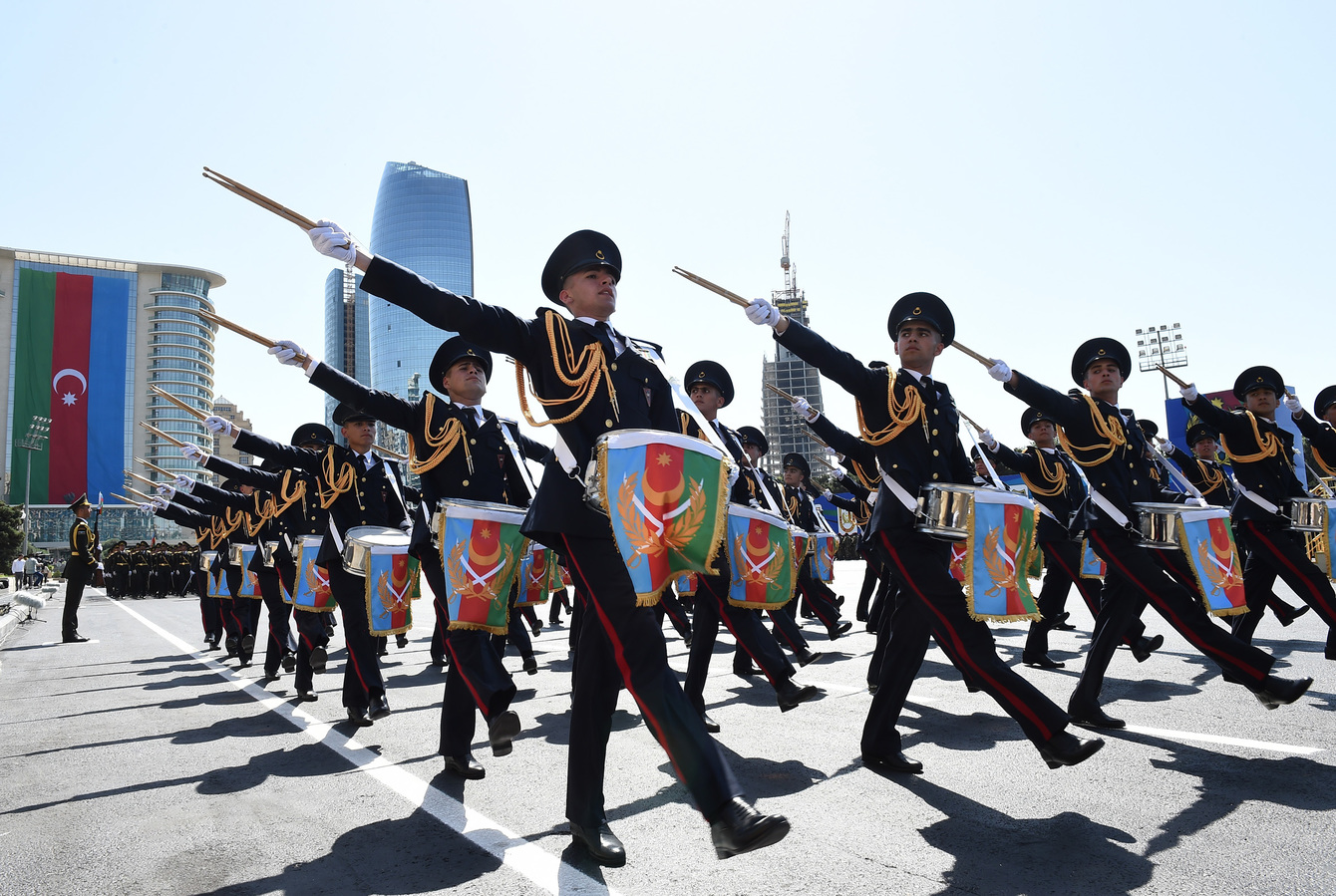
Azerbejdżańscy kadeci w trakcie parady wojskowej w 2018

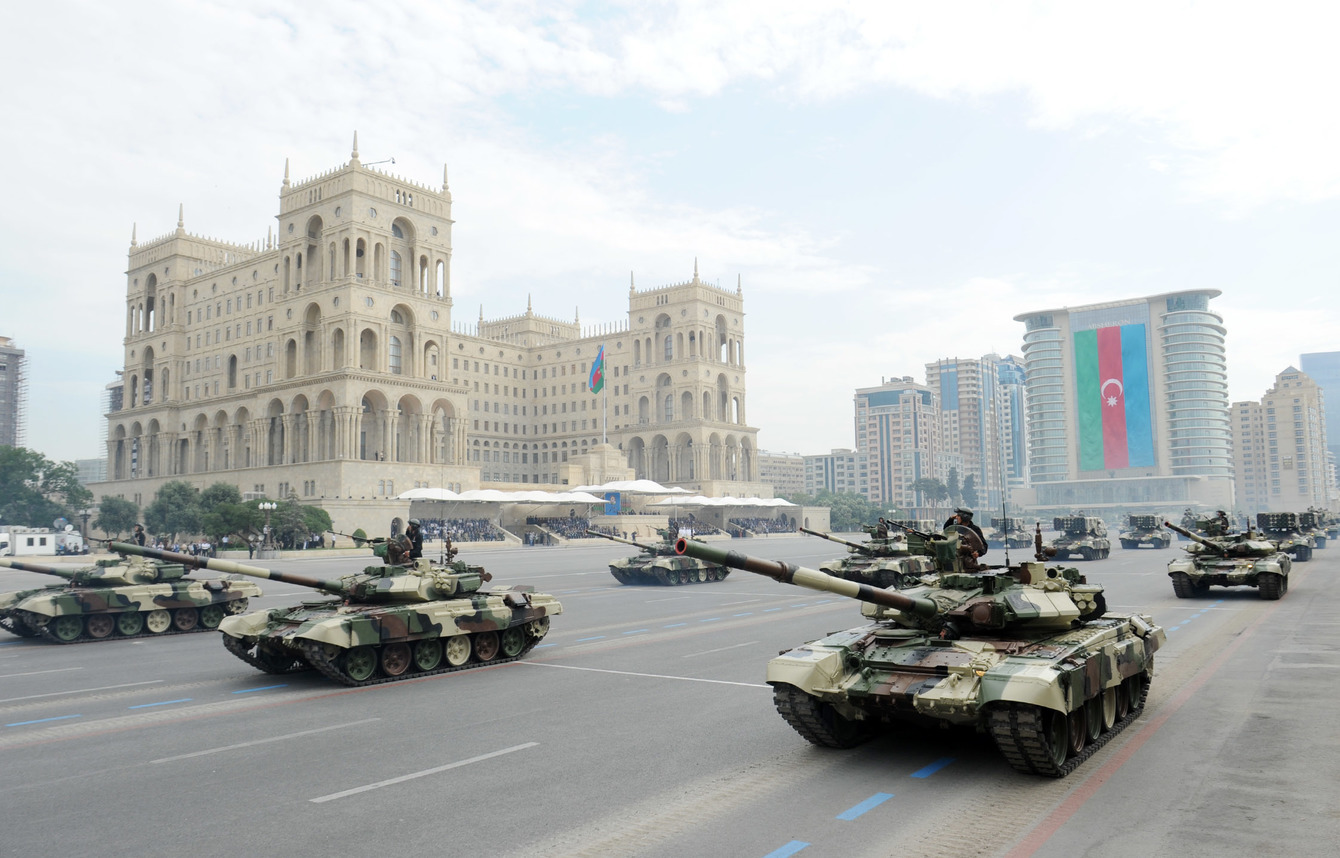
Czołgi T-90 w barwach armii Azerbejdżanu na paradzie w 2013, Baku

Azerbejdżan w sferze wojskowo-technicznej współpracuje z kilkudziesięcioma państwami z całego świata.

### Turcja
W grudniu 2009 Turcja i Azerbejdżan podpisały umowę o pomocy wojskowej. Na mocy innego porozumienia, pluton azerbejdżański dołączył do sztabu tureckich sił pokojowych w Kosowie.

### Stany Zjednoczone
19 maja 2006 azerbejdżański minister obrony Səfər Əbiyev spotkał się w Baku z gen. Tomem Hobbinsem, dowódcą amerykańskich sił powietrznych w Europie, aby omówić współpracę wojskową. Hobbins zwrócił uwagę na postęp w stosunkach NATO-Azerbejdżan, stwierdzając, że pomyślna realizacja programu Partnerstwo dla Pokoju w Azerbejdżanie jeszcze bardziej zbliżyła ten kraj do sojuszu. Oświadczono, że siły powietrzne obu państw rozszerzą współpracę.

### Federacja Rosyjska
Federacja Rosyjska jest jednym z głównych dostawców uzbrojenia dla Azerbejdżanu. Prezydent İlham Əliyev po spotkaniu z rosyjskim prezydentem Władimirem Putinem w 2013 oświadczył – „Na dzień dzisiejszy współpraca wojskowa i techniczna z Rosją szacowana jest na 4 miliardy dolarów i ma tendencję do dalszego wzrostu”.

### Izrael
Izrael jest największym dostawcą broni dla Azerbejdżanu, ze sprzedażą w wysokości 4,85 miliarda dolarów w samym tylko 2016. Izraelska firma zbrojeniowa ELTA Systems Ltd współpracowała z Azerbejdżanem przy budowie satelitarnego systemu rozpoznania TecSAR, który może wykonywać wysokiej rozdzielczości zdjęcia powierzchni ziemi w każdych warunkach pogodowych. Według azerbejdżańskich ekspertów wojskowych system będzie niezbędny do prowadzenia operacji wojskowych na górzystych terenach kraju.
Od czerwca 2009 rządy obu państw negocjowały produkcję bojowych wozów piechoty typu Namer, nie ma jednak dalszych informacji, czy zawarto jakiekolwiek porozumienie w tej kwestii.